# Alperne
Alperne er en bjergkæde, der går igennem Frankrig, Italien, Schweiz, Tyskland, Slovenien, Østrig og Liechtenstein.
Alperne ligger mellem 43° og 48° Nord og mellem 5° og 16° Øst. Bjergkæden begrænser den norditalienske lavslette imod vest og nord, strækker sig gennem det sydøstlige Frankrig, de nordligste dele af Italien, det sydlige og østlige Schweiz, det sydligste Bayern/Tyskland, det vestlige og mellemste Østrig i én kæmpestor bue, der først løber mod nord, derpå mod nordøst og øst, mens den tiltager i bredde mod øst. Længden er (fra Savona til Wien) ca. 1.200 km, den største bredde (mellem Gardasøen og Kochel-søen) er ca. 225 km, den mindste bredde (mellem Ivrea og Genèvesøen) er ca. 125 km. Alperne dækker en overflade på cirka 176.000 km2.
I vest er Alperne skilt fra Massif Central af floden Rhone. Jurabjergene udgår derimod fra Alperne uden nogen tydelig grænse. Mod nord begrænses Alperne af det schweiziske, schwabiske og bayerske plateau, der med en middelhøjde på 400-600 m strækker sig fra Genève til Linz. Mod øst når Alperne til Wienerbækkenet, der skiller dem fra deres naturlige fortsættelse, Karpaterne, og til den lille ungarske lavslette. Mod sydøst går Alperne uden naturlig grænse over i Sloveniens og Kroatiens karst-bjerge. Mod syd ligger Alpernes fod i Posletten i en højde af ca. 200 m. I sydvest fortsætter Alperne i Appenninerne. Som grænse sættes her i reglen passet Col d'Altare.
Alpernes højeste punkt er Mont Blanc (4.810 m.o.h) på grænsen mellem Frankrig og Italien.

## Historie
Befolkningen i Alperne var i oldtiden dels kelter, dels rætier (et folk, der er beslægtet med etruskerne) og i Østalperne var det illyrer. Under Augustus blev bjergfolkene undertvunget efter en blodig krig og romaniseret. Under folkevandringerne trængte forskellige germanske folkeslag ind i området. Store dele af de schweiziske alpelande blev erobret af alemanner, og i Østalperne indvandrede både germaner og slaverne. Derimod klarede den romaniserede befolkning sig i de vestlige og sydlige Alper, som nu er beboede af franskmænd og italienere. Af den gamle rætoromanske befolkning findes endnu i afsides dale, især i Graubünden, ca. 66.780 (folketælling i 1990), som har bevaret deres sprog. I Vestalperne førtes der fra den senere middelalder en langvarig kamp om herredømmet mellem fyrsterne i Savoyen, Dauphiné og Provence. Den fortsatte siden mellem Frankrig og Savoyen-Piemonte, og blev først afsluttet i 1860, da Frankrig fik Savoyen og Nice.
De schweiziske alpers befolkning hørte længe under forskellige tyske fyrster, men i det 13. århundrede rejste skov-kantonerne sig imod fyrsterne fra huset Habsburg, og de dannede i 1291 Edsforbundet i Brunnen, som efterhånden blev udvidet til at omfatte hele det nuværende Schweiz. Habsburgerne fandt erstatning i de østlige alpelande, som efterhånden alle kom under deres herredømme. Et fællestræk hos alle alpelandenes beboere er en ejendommelig forening af frihedskærlighed og konservatisme. Dette er særlig påfaldende i Schweiz, hvor bjerg-kantonerne førte an i frihedskampen, men på den anden side også hårdnakket har modsat sig ethvert reformforsøg, der udgik fra slette-kantonerne. Selv i det 21. århundrede har schweizisk demokrati med de mange folkeafstemninger vist, at man ikke gerne ønsker ændringer i de bestående forhold.